# IBM 5100 et 5110

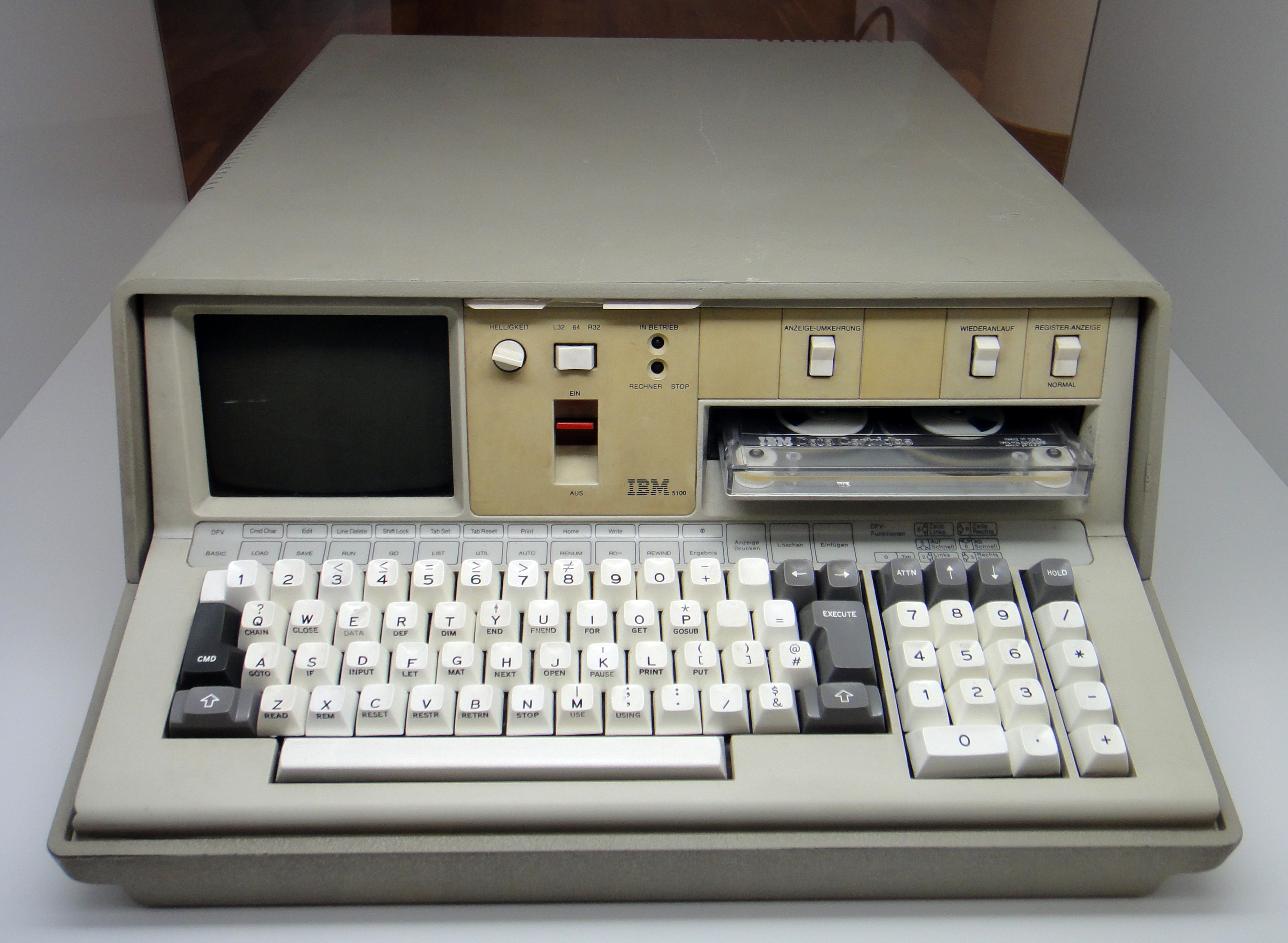
IBM 5100.

L'IBM 5100 et l'IBM 5110 de la firme américaine IBM furent les premiers ordinateurs personnels de cette société, construits dans les années 1970 avec les limitations technologiques de cette époque. Ils étaient animés par un cœur sur lequel IBM ne communiqua pas - peut-être un contrôleur d'écran - associé à une émulation de microprocesseur au moyen de mémoire morte en grande quantité. Cette conception se nommait « PALM (en) », pour « Program All Logic in Microcode ».

## l'IBM 5100
L'IBM 5100, lancé en 1975 - donc deux ans avant l'Apple II - est le premier ordinateur personnel commercialisé par IBM. Transportable, il était muni d'un écran texte monochrome cathodique de très petite taille (diagonale de 5 pouces), mais très net et comportant 16 lignes de 64 caractères, et d'une unité de bande (adressable par blocs) intégrés, accompagné de trois cassettes de programmes scientifiques, statistiques et de mathématiques financières. Il acceptait en option une imprimante à aiguilles ; il était équipé d'un CPU IBM PALM (Put All Logic in Microcode) cadencé à 1,9 MHz, il possédait aussi tout son système et ses langages en mémoire morte.
L'unité de bande vérifiait systématiquement chaque bloc écrit en le relisant immédiatement, et ces nombreux changements de sens de la bande (en cassette) rendaient les enregistrements assez lents.
Sa mémoire vive se déclinait en 16, 32, 48 ou 64 ko. Son prix allait selon les options de 9 000 à 20 000 dollars.
Il existait en trois versions : A (APL), B (BASIC) et C (combiné, c'est-à-dire APL + BASIC)

## l'IBM 5110
L'IBM 5110, lancé en 1978, constituait une variante de l'IBM 5100 destinée à un public plus large. Il corrigeait deux des principaux défauts du 5100 : sa lenteur relative et l'impossibilité d'utiliser l'écran autrement qu'en mode machine à écrire. Sur le 5110, chaque caractère de l'écran était adressable, et on pouvait y écrire comme y lire des informations.
Deux autres défauts n'étaient pas corrigés : le poids élevé de la machine (25 kg) qui la rendait peu transportable et la lenteur du stockage sur cassette adressable. Ce dernier point est d'autant plus regretté qu'IBM avait alors déjà introduit la disquette. Mais celle-ci souffrait de deux inconvénients : son format de l'époque, qui était le « 8 pouces » et n'aurait pas tenu dans un 5110, et la faiblesse de son stockage, encore limité alors à un peu plus de 100 ko alors qu'une cassette contenait le triple.
Les écrans des deux machines n'étaient pas graphiques, mais le workspace Graphpak permettait toutefois la création de graphiques sur une imprimante matricielle associée.
Il était disponible en 16, 32, 48 ou 64 ko.
Le principal concurrent des 5100 et 5110 était l'ordinateur scientifique de table HP 9825 plus rapide, qui gérait de façon bien spectaculaire les interruptions et le temps réel avec son langage « maison » HPL, mais ne proposait pas APL. Les DEC PDP-8 avec leur langage FOCAL étaient répandus aussi dans les laboratoires, mais ne présentaient pas le même degré de convivialité.
Il a été suivi en février 1980 par le 5120 : l'écran est plus grand. Les mêmes langages et logiciels sont utilisés.
Si l'on omet le Datamaster pour ainsi dire mort-né et le bricolage du 6580 Visiotexte (DisplayWriter) fonctionnant de façon « non documentée » sous CP/M, IBM ne fera plus d'ordinateur personnel avant son modèle 5150, en 1981, qui deviendra « le » PC.
Visuellement, l'appareil se distinguait de son prédécesseur par une façade noire et non plus beige.

## Dans la culture populaire
- L'IBM 5100 est recherché dans le jeu vidéo, et l'anime sur le même thème, Steins;Gate (sous le nom de IBN5100). C'est la seule machine utilisable pour décrypter une base de données du SERN[7].

- L'IBM 5100 est censé être nécessaire pour surmonter un bug Unix de 2038, d'après un voyageur temporel probablement fictif : John Titor.